# Rodeio Rock
Rodeio Rock é um filme de comédia romântica brasileiro, produzido pela Lighthouse. Conta com roteiro de Felipe Folgosi e direção de Marcelo Antunez. O filme teve  estreia em 5 de outubro de 2023. É protagonizado por Lucas Lucco e Carla Diaz.

## Sinopse
Hero tem verdadeira aversão a tudo que ele considera “comercial”, chegando a ser intransigente, principalmente por ser extremamente parecido com o maior cantor sertanejo do Brasil, Sandro Sanderlei. Claro que essa postura faz com que a vida seja dura para Hero, que tem sua maior chance quando Sandro faz uma lipo e entra em coma. Desempregado e cheio de dívidas, Hero é convencido por seu amigo baterista e fiel escudeiro, Pança, a aceitar o convite de se passar por Sandro em sua turnê, apesar de todas suas convicções. Hero parte na turnê, onde conhece Lulli, ex-namorada de Sandro. Ele acaba se apaixonado por ela, apesar dela o tratar mal, o culpando pelas cafajestices de Sandro. Hero, impedido de revelar sua verdadeira identidade, acaba descobrindo durante a turnê que equilibrar sucesso, fama e suas cobranças com integridade artística e vida pessoal é mais complicado do que ele imaginava.

## Elenco
- Lucas Lucco como Sandro Sanderley / Hero
- Carla Diaz como Lulli
- Felipe Hintze como Pança
- Felipe Folgosi como Jacques Barreto
- Charles Paraventi como Agnaldo[4]
- Paula Cohen como Matilde
- Norival Rizzo como Bento
- Marcelo Flores como Genival
- Sérgio Loroza como Tony
- Vitor diCastro como Tavinho Chantecler